# Hypothyris mutilla
Hypothyris mutilla är en fjärilsart som beskrevs av William Chapman Hewitson 1867.
Hypothyris mutilla ingår i släktet Hypothyris och familjen praktfjärilar. Inga underarter finns listade i Catalogue of Life.